# Force India VJM07
Chronologie des modèles (2014)
Force India VJM06 Force India VJM08
La Force India VJM07 est la monoplace de Formule 1 engagée par l'écurie indienne Force India dans le cadre du championnat du monde de Formule 1 2014. Elle est pilotée par le Mexicain Sergio Pérez, en provenance de McLaren Racing, et l'Allemand Nico Hülkenberg, devant de l'écurie Sauber. Le pilote essayeur est l'Espagnol Daniel Juncadella. Conçue par l'ingénieur britannique Andrew Green et présentée le 28 janvier 2014 sur le circuit permanent de Jerez en Espagne, la VJM07, qui a pour objectif d'obtenir la cinquième place au championnat du monde des constructeurs, reprend les bases de la réglementation technique en vigueur pour cette saison, avec notamment un moteur turbo, qui fait son retour dans la discipline.

## Création de la monoplace
La réglementation technique de la Formule 1 évoluant radicalement en 2014, la Force India VJM07 est dotée d'un moteur V6 turbo Mercedes, d'un système de récupération de l'énergie cinétique de 161 chevaux contre 80 les années précédentes, un museau en fourmilier à 185 millimètres au-dessus du sol, un aileron avant raccourci de 150 millimètres et un gain de masse de 49 kilogrammes.
Techniquement, la Force India VJM07 conserve une coque haute tout en arborant un nez de fourmilier. Les mâts de support d'ailerons sont imposants alors que l'aileron avant présente un ensemble de mini-ailerons et de dérives. L'aileron arrière, inspiré de celui de sa devancière, la Force India VJM06, dispose d'un aileron à sa base, derrière la sortie d’échappement. Le centre de la VJM07, inspiré de la Ferrari F138 de 2013, présente une prise d'air moteur adjointe d'une autre prise d'air, déjà vue sur la F138. Cet ensemble original s'avère être inspiré de la saison 1990. Les pontons sont classiques et semblables à ceux de la VJM06, en se prolongeant vers l'arrière de la voiture. Le dessus de l'entrée d'air ponton dispose deux petites ailettes, solution comparable à celle de la McLaren MP4-28 de 2013.
L'un des principaux changements de la VJM07 est sa livrée, désormais à dominance noire. À ce propos, Vijay Mallya, le patron de Force India, déclare : « La nouvelle livrée reflète l’évolution de notre équipe, commente-t-il. J’ai toujours cru que le safran, le blanc et le vert qui constituaient notre livrée faisaient de notre voiture celle la plus visible parmi les monoplaces de Formule 1, mais ajouter le noir comme couleur principale nous donne un nouveau look féroce. Les couleurs nationales de l’Inde font toujours partie intégrante de notre livrée, mais le tigre est devenu une panthère ». Otmar Szafnauer, le directeur général de l'écurie, avoue qu'en « utilisant davantage de peinture noire, on pouvait gagner du poids car la pigmentation de la couleur est moins concentrée que pour la peinture blanche. En adoptant ce nouveau look, la différence sur la balance est de l'ordre de 2 kg ».
Dans le même temps, Mallya annonce les ambitions de son équipe pour 2014 : « Nous devons viser plus haut que l’année dernière. C’est un objectif ambitieux, mais je crois que c’est un objectif réaliste parce que nous devons aller de l’avant et ne pas reculer devant la lutte contre les grosses équipes qui nous attend. Nous avons les éléments clés en place pour continuer à avancer, comme notre accord élargi avec Mercedes pour le moteur, les ERS et la boîte de vitesses. Comme je l’ai déjà dit, je crois qu’ils représentent le meilleur partenaire pour travailler dans cette nouvelle ère de la Formule 1. Combiné à notre nouveau duo de pilotes, nous avons certainement le potentiel pour que 2014 soit notre meilleure saison à ce jour ».
Andrew Green, le directeur technique de Force India, déclare : « Presque chaque pièce est le fruit d’une nouvelle conception, de l’aileron avant au diffuseur. Le code génétique de la VJM07 reste lié à celui d’une monoplace 2013, mais nous avons dû obtenir les mêmes résultats d’une manière différente ».
Après avoir dévoilé une image de profil de la VJM07 en teasing le 22 janvier, Force India fait tourner sa monoplace à des fins promotionnelles deux jours plus tard, sur le circuit de Silverstone et avec Nico Hülkenberg,.

## Résultats en championnat du monde de Formule 1
| Saison | Écurie                     | Moteur                     | Pneus   | Pilotes         | Courses | Courses | Courses | Courses | Courses | Courses | Courses | Courses | Courses | Courses | Courses | Courses | Courses | Courses | Courses | Courses | Courses | Courses | Courses | Points inscrits | Classement |
| Saison | Écurie                     | Moteur                     | Pneus   | Pilotes         | 1       | 2       | 3       | 4       | 5       | 6       | 7       | 8       | 9       | 10      | 11      | 12      | 13      | 14      | 15      | 16      | 17      | 18      | 19      | Points inscrits | Classement |
| ------ | -------------------------- | -------------------------- | ------- | --------------- | ------- | ------- | ------- | ------- | ------- | ------- | ------- | ------- | ------- | ------- | ------- | ------- | ------- | ------- | ------- | ------- | ------- | ------- | ------- | --------------- | ---------- |
| 2014   | Sahara Force India F1 Team | Mercedes V6 PU106A hybride | Pirelli |                 | AUS     | MAL     | BAH     | CHI     | ESP     | MON     | CAN     | AUT     | GBR     | ALL     | HON     | BEL     | ITA     | SIN     | JAP     | RUS     | USA     | BRÉ     | ABU     | 155             | 6e         |
| 2014   | Sahara Force India F1 Team | Mercedes V6 PU106A hybride | Pirelli | Sergio Pérez    | 10e     | Np      | 3e      | 9e      | 9e      | Abd     | 11e*    | 6e      | 11e     | 10e     | Abd     | 8e      | 7e      | 7e      | 10e     | 10e     | Abd     | 15e     | 7e      | 155             | 6e         |
| 2014   | Sahara Force India F1 Team | Mercedes V6 PU106A hybride | Pirelli | Nico Hülkenberg | 6e      | 5e      | 5e      | 6e      | 10e     | 5e      | 5e      | 9e      | 8e      | 7e      | Abd     | 10e     | 12e     | 9e      | 8e      | 12e     | Abd     | 8e      | 6e      | 155             | 6e         |

Légende : ici
- * Le pilote n'a pas terminé la course mais est classé pour avoir parcouru plus de 90 % de la distance de course.